# 克布拉達艾爾西普里安
克布拉達艾爾西普里安（西班牙語：Quebrada El Ciprián），是巴拿馬的城鎮，位於該國中南部，由埃雷拉省的拉斯米納斯區負責管轄，面積43.1平方公里，海拔高度508米，2010年人口919，人口密度每平方公里21.3人。